# 陸定國
陆定国（5世纪—484年），代人，中国南北朝北魏政治人物，魏献文帝时司空、侍中。
父亲平原王陆丽为魏文成帝功臣，恩宠无比。陆丽两个妻子，长妻杜氏，次妻张氏。长子陆定国，杜氏所生；次子陆睿，张氏所生。陆定国在襁抱，文成帝到他家，诏养于宫内，常伴同太子拓跋弘起居游乐。六岁时，为中庶子。魏献文帝即位，拜散骑常侍，特赐封东郡王。陆定国以承父爵，辞让，献文帝不许。于是以父爵让给弟弟陆睿，转任侍中、仪曹尚书、殿中尚书。每逢御驾亲征，常以陆定国总理行台事务，录都曹事。超迁司空。陆定国恃宠，以不守法度，延兴五年（475年），免官爵为兵。魏孝文帝太和初年复除侍中、镇南将军、秦益二州刺史，恢复王爵。太和八年（484年），卒于州刺史任。赠以本官，谥庄王。

## 家庭

### 夫人
- 河东柳氏
- 范阳卢氏，平东将军、青州刺史、固安惠侯卢度世之女

### 子女
- 陆安保，柳氏所生
- 陆昕之，卢氏所生